# Diables de Montbau
Els Diables de Montbau són una colla de diables fundada el febrer de 2015 al barri de Montbau, de Barcelona. Compta també amb una colla infantil, els Diablons de Montbau, i un grup de tabalers. Formen part de la Federació de Diables i Dimonis de Catalunya.

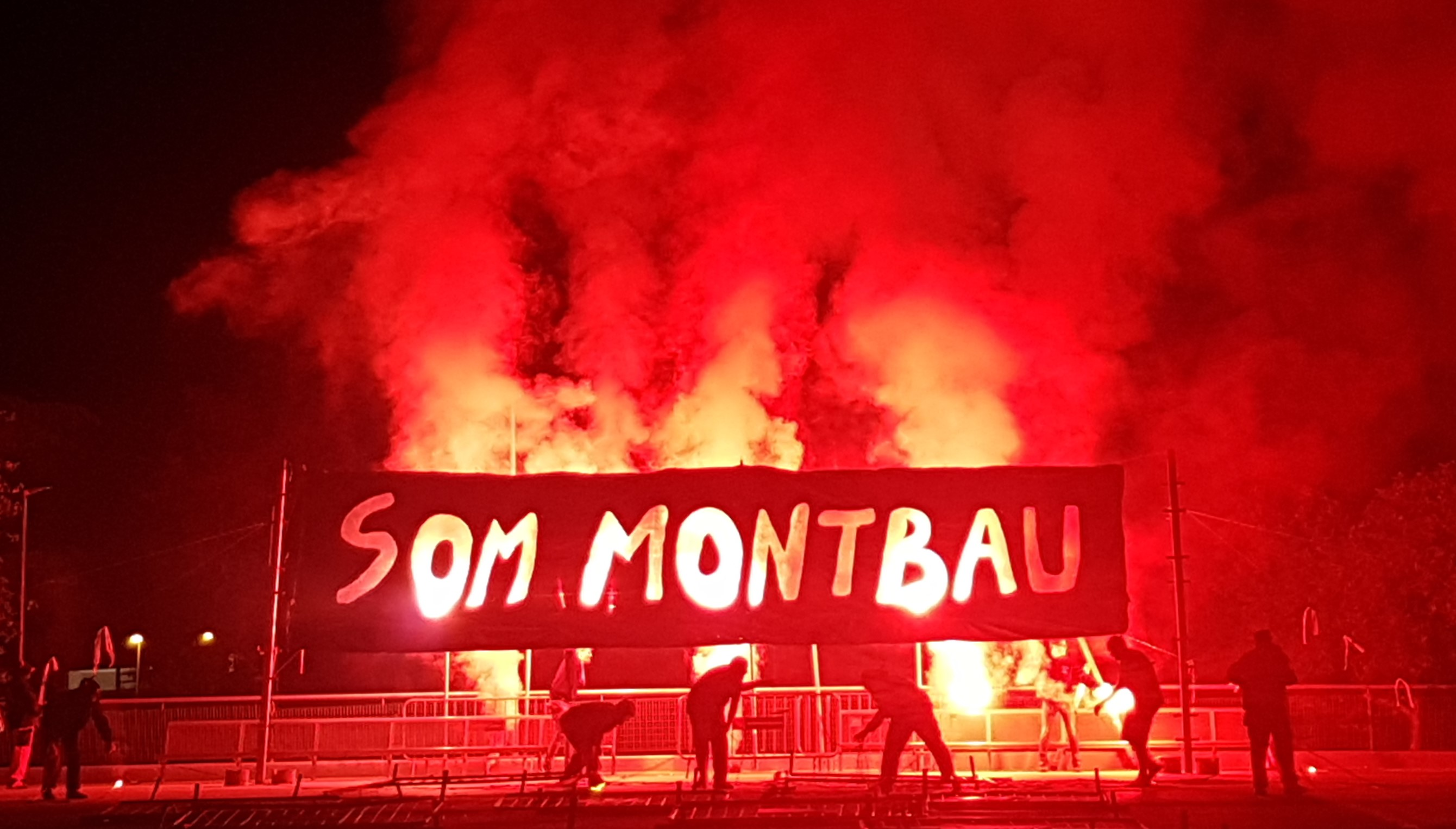
Espectacle pirotècnic de la Festa Major de Montbau 2021

La colla participa en l'organització de la Festa Major de Montbau, que se celebra als voltants del 30 de setembre, sant Jeroni, patró de l'església de Montbau, on ofereixen un 'espectacle pirotècnic terrestre estàtic de fi de Festa Major'.
La nit de Sant Joan participen en l'arribada de la Flama del Canigó, fent una passejada pel barri i arribant al Pla de Montbau, on fan un pregó, encenen el peveter i es fa un correfoc i un espectacle de foc. El peveter va substituir la Foguera des del 2012 per normativa de prevenció d'incendis, ja que el barri es troba dins del parc natural de la serra de Collserola.
També pren part de diverses activitats del calendari festiu del barri com els Foguerons, que és una celebració mallorquina de la vila de Sa Pobla relacionada amb la festivitat de sant Antoni Abat. A Barcelona es va introduir el 1992 al barri de Gràcia, i a Montbau se celebra des del 2020.
Compten amb un acte propi i singular: el Girafoc, un acte de foc amb el qual celebren el seu aniversari, on conviden altres colles de diables de Barcelona i Catalunya a participar-hi.
Se'ls pot veure actuant a les Festes de la Mercè i de Santa Eulàlia, així com als correfocs dels barris veïns.